# Sœurs missionnaires des Sacrés Cœurs de Jésus et Marie de Majorque
Ne doit pas être confondu avec Sœurs missionnaires des Sacrés Cœurs de Jésus et Marie.
Les Sœurs missionnaires des Sacrés Cœurs de Jésus et Marie (en latin : Congregatio Missionariarum a SS. Cordibus Iesu et Mariae) sont une congrégation religieuse féminine enseignante et hospitalière de droit pontifical.

## Histoire
Le 29 janvier 1891, Sébastienne Lladó Sala (ca) (1814-1899) réussit à obtenir de Jacinto María Cervera y Cervera, évêque du diocèse de Majorque, qu'elle fonde une congrégation religieuse. Le 17 avril de la même année, avec quatre compagnes, elle fait profession religieuse en prenant le nom en sœur Marie Raphaëlle du Sacré Cœur de Jésus. 
Elles se dédient d'abord aux enfants à la première communion et organisent des retraites spirituelles pour les femmes. Les sœurs étendent ensuite leurs activités au soin des malades et, surtout à l'éducation des jeunes. L'institut est approuvé le 29 janvier 1985 par Jean-Paul II.

## Activités et diffusion
Les sœurs se consacrent à l'enseignement et aux soins des malades.
Elles sont présentes en: 
- Europe : Espagne.
- Amérique : Guatemala, Mexique, Porto Rico, République dominicaine
- Afrique : Rwanda.

La maison-mère est à Sant Cugat del Vallès. 
En 2017, la congrégation comptait 158 sœurs dans 31 maisons.